# 渡辺武 (官僚)
渡辺 武（わたなべ たけし、渡邊 武、1906年（明治39年）2月15日 - 2010年（平成22年）8月23日）は、日本の官僚。初代財務官。初代アジア開発銀行総裁。公共信託アジア・コミュニティ・トラスト運営委員会代表。渡辺千秋の孫、渡辺千冬の子。

## 来歴・人物
東京府（現・東京都）生まれ。学習院初等科、府立第一中学校4年修了、第一高等学校を経て、1930年（昭和5年）東京帝国大学法学部政治学科卒。
同年 大蔵省入省後、対満事務局に出向し、革新官僚の一人として統制経済の策定にも関わった。同局では殖産課に属し、岩畔豪雄と机を並べて仕事をした。1937年（昭和12年）、大蔵省主計局事務官となり文部省・南洋庁・関東局を担当、隣には陸軍担当の福田赳夫がいた。戦時中の1945年（昭和20年）3月、新設となった大臣官房企画課長となるも、時既に遅く打つ手も無くそのまま終戦を迎える。
大蔵省企画課長から終戦連絡部長（のち渉外部長）として横滑りした。イギリス留学と為替課長の経験があり英語での実務ができることから、占領時代を通じて財務関係のGHQ司令部と交渉の矢面に立ち、のちの対外関係に従事する機縁となった。GHQ相手のロビー活動によって大蔵省解体を免れさせたとも云われているが、米軍駐留費捻出の必要性から大蔵省を残存させた米軍による間接統治、さらに東西冷戦勃発から日本経済建て直しが急務であったことがその背景にあった。米軍発行の軍票が法定通貨となっても、実際には円を流通させるなど、この時期に解体された内務省に替わって大蔵省が諸官庁の中で事実上トップの座につくこととなった。
同期の河野一之の後の1948年（昭和23年）9月24日から1949年（昭和24年）6月1日の間、大蔵省官房長。1949年（昭和24年）6月には、見返り資金管理の次官級ポストとして国内に財務官職が置かれることとなり、大蔵省終戦連絡部長から改称した渉外部長と併せて新・財務官職となり、初代・財務官に就任。
同時期、GHQ内部の先鋭的理想主義者の一群であるニューディーラーが日本経済の舵取りをきっていた。戦後すぐの復金インフレなどインフレ防止のため均衡予算を主張し、GHQ経済科学局も支持した。1947年に入って表面化した米ソ冷戦の情勢下、1949年2月、これらに代わって日本経済の安定・引締のために米国から現実主義者のジョゼフ・ドッジが招聘（しょうへい）され、渡辺は招聘の実質的な責任者の一人となった。池田勇人蔵相時代にドッジ・ラインが実行され、池田、宮沢喜一蔵相秘書官、渡辺の3人でドッジらと緊密な連携をとっていた。また、渡辺は戦前からアメリカ対日協議会のカウフマンと親交を持っていた。
1951年（昭和26年）9月、サンフランシスコ平和条約を日本が締結した時、側面からサポートし、さらにIMF・世界銀行に日本を代表してオブザーバーとして出席し、加盟準備をする。1952年（昭和27年）7月、駐米公使に就任する。戦前からの日本の対外債務処理問題や日米二重課税防止協定締結にあたり、IMF・世銀加盟及び日本からの理事選出に対処した。1956年（昭和31年）、初代の湯本武雄の後を継いでIMF・世銀理事に就き、外資の借り入れ交渉や対日融資の増加に尽力した。
1960年（昭和35年）11月に帰国後、自らの経験を基に、外国での日本語学校、帰国子女のための特別クラスの設置、残留子女らの寄宿制度の整備を運動で働きかけを行っていた。海外赴任先の日本人の子女や帰国子女が、日本における受験競争のために語学を満足に習得できる状況になかった。こうした語学教育の問題はもちろん、“縦の規律”ばかり教え、“横のルール”を教えない日本の教育の現状に憂慮していた。これらの対策のため、在外勤務者子女教育懇談会を結成し、会長に就任した。
その後、アジア開発銀行創立構想については民間専門家として当時の「金融界のフィクサー」であった常盤橋経済研究所の大橋薫に協力を仰ぎ準備をした。渡辺本人は大蔵省顧問として関わり、1966年（昭和41年）初代総裁に選出された。1972年（昭和47年）退任。1973年（昭和48年）に設立された日米欧委員会（Trilateral Commission）日本委員会委員長を務めた。のちの1985年（昭和60年）、日本ではじめての格付機関である日本格付研究所の社長就任。
1977年（昭和52年）には財団法人 日本シルバーボランティアズの設立に尽力する。草の根からのシルバー人材などによる発展途上国での技術支援・貧困からの生活向上活動など同財団法人を通じた功績が評価され、2009年（平成21年）に新中国建国60周年を記念して中国の『環球時報』が選んだ「新中国に影響を与えた外国人60名」の一人に選ばれる。

## 家族
祖父は宮内大臣を務めた伯爵の渡邊千秋。父は司法大臣を務めた渡邊千冬。千冬は千秋の三男だが、千秋の弟で伊藤内閣の大蔵大臣・逓信大臣を務めた渡邊國武の養子となった。岳父に男爵山川洵。弟に物理学者の渡辺慧。伯父に渡辺千春。いとこに渡邉昭、その子に渡辺允。なお千春は日銀ロンドン駐在時代に少年期のネルー初代インド首相が同じアパートに住み、遊びに来ていた仲。

## 同期
大蔵省入省同期は、戦後、河野一之（大蔵事務次官）、内田常雄（管財局長、後に自民党代議士、同党税調会長、同党幹事長）、吉田晴二（管財局長、銀行局長、印刷局長）、松田一隆（日本科学技術情報センター発足時監事などを歴任）ら渡辺を含めた7人であったが、小島宗高、大庭次郎ら2人は太平洋戦争前後に病没した。

## 略歴
- 1930年（昭和5年）
  - 3月 - 東京帝国大学法学部政治学科卒業
  - 4月 - 大蔵省入省（理財局）
- 1931年（昭和6年）6月 - 休職（イギリス留学）
- 1932年（昭和7年）8月 - 奈良税務署長
- 1934年（昭和9年）
  - 2月 - 玉造税務署長
  - 12月 - 対満事務局殖産課事務官
- 1937年（昭和12年）7月 - 主計局事務官
- 1941年（昭和16年）1月 - 為替局送金課長
- 1942年（昭和17年）
  - 6月 - 為替局外資課長
  - 11月 - 理財局資金調整課長
- 理財局経理統制課長
- 1944年（昭和19年）6月 - 主計局第三課長
- 1945年（昭和20年）
  - 3月 - 大臣官房企画課長
  - 10月 - 大蔵省終戦連絡部次長（部長には、福田赳夫、木内信胤）
- 1946年（昭和21年）6月 - 大蔵省終戦連絡部長
- 1947年（昭和22年）4月 - 終戦連絡部長改め渉外部長
- 1948年（昭和23年）9月 - 大蔵省官房長
- 1949年（昭和24年）6月 - 財務官
- 1951年（昭和26年）10月 - 外務省ワシントン在外事務所
- 1952年（昭和27年）7月 - 在米国大使館公使
- 1956年（昭和31年）11月 - 国際通貨基金兼世界銀行理事
- 1960年（昭和35年）10月 - 退官
- 1966年（昭和41年）11月 - 1972年（昭和47年）11月 - 初代アジア開発銀行総裁
- 1976年（昭和51年）4月29日 - 勲一等瑞宝章
- 2010年（平成22年）8月23日 - 死去。104歳没[1]。

## 著書
- 『千楽集』編 私家版 1941年（昭和16年）
- 『占領下の日本財政覚え書』日本経済新聞社 1966年（昭和41年）、中公文庫 1999年（平成11年）
- 『アジア開銀総裁日記』日本経済新聞社 1973年（昭和48年）
- 『わが国の進路』世界の動き社 世界の中の日本経済シリーズ 1973年（昭和48年）
- 『渡辺武日記 対占領軍交渉秘録』大蔵省財政史室編 東洋経済新報社 1983年（昭和58年）
- 「私の履歴書49集 渡辺武 ほか」日本経済新聞社、1973年（昭和48年）

## 栄典
- 1940年（昭和15年）8月15日 - 紀元二千六百年祝典記念章[10]